# Arroyo Trullo
El arroyo Trullo (51°49′S 58°53′O / -51.817, -58.883) (en inglés: Teal Creek Arroyo) es un curso fluvial en el centro de la isla Soledad del archipiélago de las Malvinas. Administrativamente pertenece al departamento Islas del Atlántico Sur de la provincia de Tierra del Fuego, Antártida e Islas del Atlántico Sur.
Este arroyo es de poca longitud, fluye inicialmente de norte a sur y al final marcha al oeste, para desembocar al fondo del seno Choiseul, en cercanías del puerto Darwin. Además se ubica al norte de la punta Sátira y al sur del Cementerio de Darwin.